# Lonja de Orihuela
La lonja de Orihuela situada en la calle Aragón s/n de la ciudad de Orihuela (Alicante), Comunidad Valenciana, es un edificio público de estilo modernista valenciano construido en el año 1926, que fue proyectado por el arquitecto oriolano Severiano Sánchez Ballesta. El edificio fue restaurado en 2007 para su adecuación como auditorio y sala polivalente.

## Descripción
Se trata de una de las obras más destacadas del estilo modernista valenciano en Orihuela. Fue edificado para albergar la lonja municipal de Orihuela hasta que fue trasladada a la lonja hortofrutícola que se construyó a las afueras de la ciudad, en el polígono industrial oriolano.
Diseñado por Severiano Sánchez Ballesta en el marco de las reformas modernistas llevadas a cabo en los años 20 y 30 en la ciudad siguiendo los postulados de la arquitectura del hierro. El edificio cuenta con una estructura metálica de principios del siglo XX. 
En la actualidad ha sido rehabilitado e inaugurado el 30 de marzo de 2007 para albergar el Auditorio la Lonja, anexo al Conservatorio profesional barítono Pedro Terol y a la Unión Lírica Orcelitana. Además del auditorio cuenta con una amplia sala de exposiciones.